# 스튜어트 리틀 2
《스튜어트 리틀 2》는 미국의 2002년 실사/애니메이션 코미디 영화이다. E. B. 화이트가 쓴 동명 어린이 소설을 원작으로 롭 밍코프가 연출하였다. 지나 데이비스, 휴 로리, 조너선 리프니키 등이 실물 출연하고, 마이클 J. 폭스, 네이선 레인, 멜러니 그리피스, 제임스 우즈 등이 목소리 연기를 맡았다. 1999년 영화 《스튜어트 리틀》 속편이며, 2005년 애니메이션 DVD 영화 《스튜어트 리틀 3》로 이어진다.

## 줄거리
전편으로부터 3년 뒤. 아직 말을 못하는 여동생 마사가 생긴 스튜어트는 양어머니 엘리너가 몸이 작은 자신을 과보호하고 형 조지는 친구 윌하고만 놀자 소외감을 느낀다.
스튜어트는 혼자 조지의 장난감 비행기를 타고 놀다가 망가뜨리고, 화가 난 조지는 이를 쓰레기통에 버린다. 양아버지 프레더릭은 스튜어트를 위로하며, 모든 안 좋은 상황 속에는 늘 한 가닥 희망("silver lining")이 있으니 새 친구를 찾아보자고 말한다.
곧 하교길에 카나리아 마걸로가 스튜어트가 몰던 로드스터 안으로 떨어진다. 마걸로는 매 팰컨에게 쫓기다가 날개를 다쳤다고 말한다. 치료를 위해 마걸로를 집에 데려간 스튜어트는 프레더릭에게 마걸로가 바로 그 "한 가닥 희망"이라고 속삭인다.
사실 마걸로는 팰컨과 짜고 가정집 귀중품을 훔치는 중이었다. 스튜어트와 가까워진 마걸로는 죄책감을 느끼지만, 팰컨은 마걸로가 계획을 이행하지 않는다면 스튜어트를 죽이겠다고 협박한다. 결국 마걸로는 엘리너의 반지를 훔친다. 이를 모르는 스튜어트가 반지를 찾다가 다칠 뻔하자 마걸로는 다음날 아침 말없이 떠나버린다.
그러나 스튜어트는 팰컨이 마걸로를 납치한 게 틀림없다고 믿고 형 조지에게 거짓말을 둘러대 달라고 부탁하고 집고양이 스노벨과 길을 나선다. 스튜어트는 풍선을 기구처럼 타고 팰컨이 기거하는 피시킨 빌딩 옥상에 도착한다.
하지만 마걸로는 자신과 팰컨이 한패임을 고백한다. 팰컨은 죽이려는 의도로 스튜어트를 상공에서 추락시킨 뒤 마걸로는 벌로 페인트통 안에 던져 가둔다. 스튜어트는 불행 중 다행으로 쓰레기 수거차에 떨어져 바지선에 실려간다.
스튜어트는 절망하지만 다시 "한 가닥 희망"과 마주친다. 조지의 망가진 장난감 비행기를 발견한 것이다. 스튜어트는 주변 폐품을 활용해 비행기를 수리하여 육지로 날아간다. 그 사이 스노벨은 피시킨 빌딩에서 마걸로를 풀어주지만 반대로 본인이 페인트통에 갇혀버린다.
팰컨에게 더는 구속당할 생각이 없는 마걸로는 엘리너의 반지를 물고 날아간다. 팰컨이 뒤를 쫓고, 마침 비행기를 타고 나타난 스튜어트는 반지 보석에 빛을 굴절시켜 팰컨 눈에 쏜다. 팰컨이 눈부심에 잠시 눈이 먼 사이 스튜어트는 비행기에서 뛰어내리고, 비행기는 그대로 팰컨에게 부딪힌다. 팰컨은 쓰레기통 안에 떨어지고, 이후 스튜어트와 스노벨의 길고양이 친구인 몬티에게 잡아먹힌 것으로 암시된다.
엘리너와 프레더릭은 멋대로 집밖을 돌아다닌 스튜어트와 거짓말을 한 조지를 용서하고, 스튜어트를 용감하다고 칭찬한다. 마걸로는 오랜 꿈을 실현하고자 겨울을 나기 위해 남부로 날아가며 봄에 다시 돌아오겠다고 약속한다.

## 출연

### 실사
- 지나 데이비스 - 엘리너 리틀 부인 역
- 휴 로리 - 프레더릭 리틀 씨 역
- 조너선 리프니키 - 조지 리틀 역
- 브래드 개릿 - 배관공 역
- 마리아 뱀퍼드 - 스튜어트와 조지의 선생님 역

### 목소리
- 마이클 J. 폭스 - 스튜어트 리틀, 쥐 역
- 멜러니 그리피스 - 마걸로, 노란 카나리아 역
- 네이선 레인 - 스노벨, 페르시안 고양이 역
- 제임스 우즈 - 더 팰컨, 매 역
- 스티브 잔 - 몬티, 범무늬 고양이 역

## 시청 등급
- 대한민국: 전체 관람가

## 우리말 녹음
KBS 성우진
- 강수진 - 스튜어트 리틀(마이클 J. 폭스)
- 정미숙 - 조지(조너선 리프니키)
- 송도영 - 엄마(지나 데이비스)
- 오세홍 - 아빠(휴 로리)
- 배정미 - 마걸로(멜러니 그리피스)
- 서문석 - 팰컨(제임스 우즈)
- 설영범 - 스노벨(네이선 레인)
- 정옥주 - 월리스(앤절로 머새글리) / 윌 엄마(어밀리아 마셜)
- 정미경 - 윌(마크 존 제프리스)
- 김태웅 - 코치(짐 두건)
- 박정민 - 주심(코넌 매카티)
- 이장원 - 몬티(스티브 잔)